# Вадручей
Вадручей — река в России, протекает по территории Подпорожского городского и Винницкого сельского поселений Подпорожского района Ленинградской области. Длина реки — 16 км.

## Общие сведения
Река берёт начало из Вадрусиозера на высоте 131,0 м над уровнем моря и далее течёт преимущественно в юго-восточном направлении по заболоченной местности.
Вадручей в общей сложности имеет два малых притока суммарной длиной 5,0 км.
Впадает на высоте 111 м над уровнем моря в реку Шокшу, впадающую в реку Оять, левый приток Свири.
Населённые пункты на реке отсутствуют.
Код объекта в государственном водном реестре — 01040100812202000013021.